# اس‌اس دلفین چهار

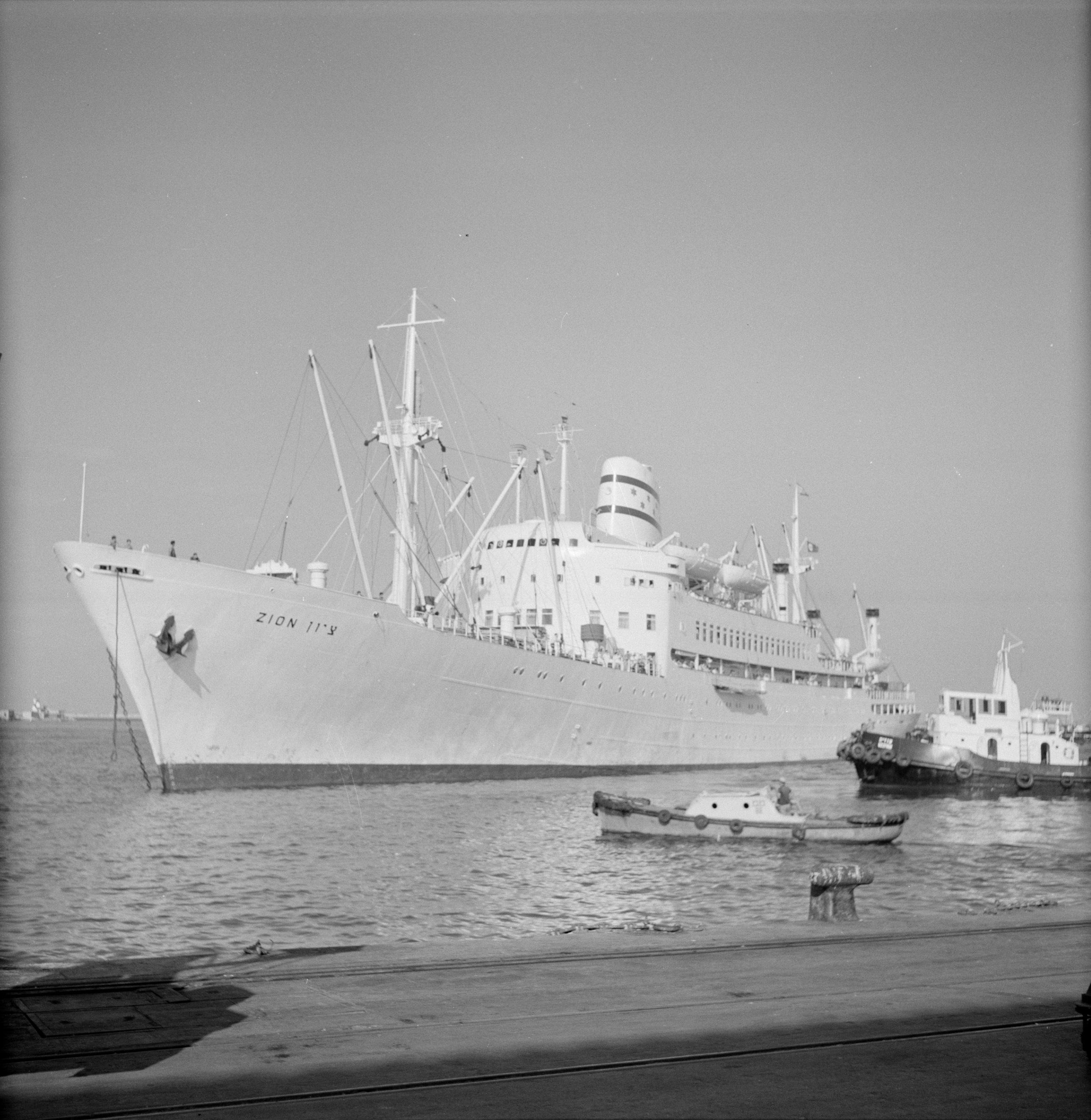
کشتی اس اس دلفین چهار در سال ۱۹۶۴عکس از : willem van de poll

سال:(۱۹۶۴) willem van de pol
اس‌اس دلفین چهار (به انگلیسی: SS Dolphin IV) یک کشتی بود که طول آن ۵۰۱ فوت (۱۵۳ متر) بود.